# Conspiritualidad
La conspiritualidad es un término fusionado que describe la tendencia de combinar las teorías conspirativas con la espiritualidad, normalmente asociada con corrientes de la Nueva Era, y también las industrias del bienestar. Se considera que la conspiritualidad contemporánea surgió en los años 90.

## Caracterización

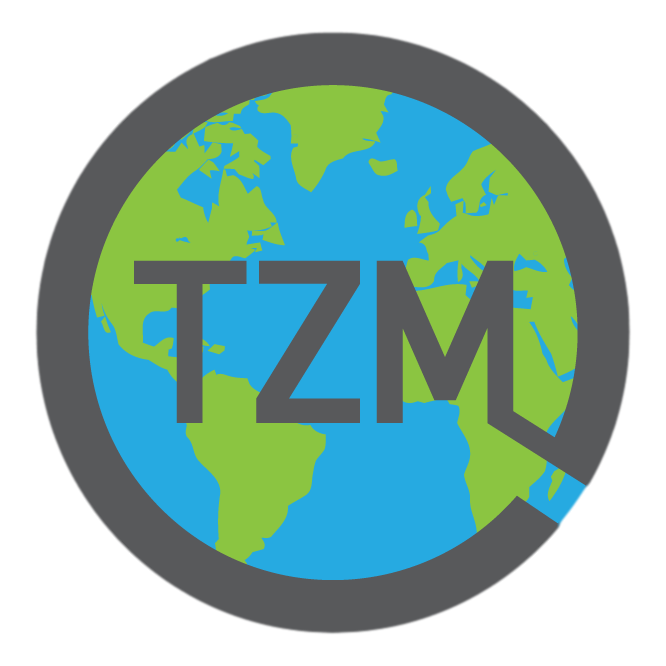
El Movimiento Zeitgeist, un grupo activista, se considera como un ejemplo de la conspiritualidad.

El término originó a partir un estudio del 2011 titulado  "The Emergence of Conspirituality" de los sociólogos Charlotte Ward y David Voas, publicado en el Journal of Contemporary Religion. Caracterizaron el movimiento de la siguiente manera:
"Propone una filosofía que entrelaza lo político y lo espiritual sustentada en dos ideas fundamentales, la primera relacionada con el concepto clásico de la teoría de la conspiración, la segunda arraigada en la Nueva Era: 1) un grupo secreto controla encubiertamente, o está tratando de controlar, el orden político y social, y 2) la humanidad está experimentando un "cambio de paradigma" de conciencia. Aquellos que lo respaldan sostienen que la táctica más efectiva para contrarrestar la amenaza de un "nuevo orden mundial" totalitario es actuar basándose en una perspectiva consciente y alineada con el "nuevo paradigma'."
Ward y Voas vieron como paradójico el entrecruzamiento de una cultura New Age, optimista y holística, con una cultura conspirativa, pesimista y conservadora.  La filosofía unificadora de los movimientos de conspiritualidad es la creencia de que la sociedad está bajo el control encubierto de un grupo de élites y que puede emanciparse de ese control mediante un "cambio de paradigma en la conciencia que aproveche las fuerzas cósmicas". Matthew Remski, un reportero que ha investigado esta conexión, sostiene que las filosofías relacionadas con el bienestar se fundamentan en las convicciones de que “nada es lo que parece”, “todo sucede por una razón” y “todo está conectado”. Según él, esta estructura de creencias ha preparado el ambiente mental y emocional para las inclinaciones hacia teorías conspirativas, incluyendo aquellas que se asocian con QAnon.
Por otro lado, Asbjørn Dyrendal argumenta que la fusión de las teorías conspirativas con la espiritualidad de la Nueva Era no es un fenómeno reciente y que el esoterismo occidental esta caracterizado por la desconfianza. Tanto la cultura de la conspiración como el esoterismo ponen énfasis el secreto y la revelación de conocimientos superiores. Da ejemplos, mendionando a Marta Steinsvik, Alf Larsen, Bertram Dybwad Brochmann y el neopaganismo como ejemplos tempranos de la difusión de una espiritualidad alternativa y una teoría de la conspiración.  Otro pensador, Jules Evans, un investigador honorario del Centro para la Historia de las Emociones de la Universidad Queen Mary de Londres, identifica una superposición entre la espiritualidad alternativa y el populismo de extrema derecha entre los tradicionalistas.
Ward y Voas señalaron que en ocasiones aquellos con creencias de la Nueva Era suelen ser más propensos a pensar como teóricos de la conspiración. Su estudio categoriza al grupo activista grupo activista The Zeitgeist Movement dentro del ámbito de la conspiritualidad. También se relaciona con otros tendencias de extrema derecha, como el QAnon (y su variante Pastel QAnon) y las teorías de la conspiración COVID-19, así como con el Movimiento para la Integración Espiritual en lo Absoluto (MISA) y la corriente religiosa Nueva Era conocida como Love Has Won. Se ha observado que en las redes, comunidades de yoga y bienestar han visto un incremento de publicaciones relacionadas con conspiraciones sobre Covid-19, máscaras y otras afirmaciones diversas como la explotación infantil relacionadas con QAnon. También a través de comunidades de la nueva era, como los "trabajadores de la luz" y los " niños índigo " se extendiéron las teorías de conspiración del 11 de septiembre. Otra observación por un antropólogo religioso de Israel llamado Dr. Adam Klin-Oron afirma que  "estamos viendo a personas que solían hablar de 'amor' y 'luz' hombro con hombro con aquellos que creen que hay un círculo de pedófilos que beben la sangre de bebés".
En Noruega, la revista en Internet Nyhetsspeilet sirve como ejemplo de un publicación dedicada a la difusión de desinformación. Su objetivo llamado el "triple despertar" se centra en tres conceptos: la conciencia y la espiritualidad, los visitantes extraterrestres y las teorías del Nuevo Orden Mundial. El podcast Americano Conspirituality ha ayudado a concienciar sobre este tema, ofreciendo a sus oyentes información sobre la intersección entre la industria del bienestar y las teorías de la conspiración, refiriéndose a ella como "espiritualidad del desastre".

## Personas relacionadas con el concepto de la conspiritualidad
- Alex Jones, presentador de radio de extrema derecha y teórico de la conspiración estadounidense.[1]
- Jake Angeli, un teórico de la conspiración estadounidense también conocido como el "Chamán QAnon".
- Pete Evans, chef australiano y teórico de la conspiración.[14]
- David Icke, un teórico de la conspiración inglés[4]
- Russell Brand, comediante y activista inglés[15]
- Christiane Northrup, obstetra y ginecóloga que promueve la pseudociencia[16]
- Gustavo Cordera, músico[17]